# Jean-Antoine Marbot
Pour les autres membres de la famille, voir Famille Marbot.
Jean-Antoine Marbot (/ʒɑ̃ ɑ̃twan maʁbo/), souvent appelé Antoine Marbot, né le 7 décembre 1754 à Altillac et mort le 19 avril 1800 à Gênes, est un général et homme politique français du XVIIIe siècle. Il appartient à une famille particulièrement distinguée dans la carrière des armes, donnant en moins de cinquante ans trois généraux à la France.

## Biographie

### Ancien Régime
Issu d'une ancienne famille de noblesse militaire du Quercy, Jean-Antoine Marbot commence sa carrière à Versailles, au sein de la Maison militaire du roi de France. Il y intègre l'unité de cavalerie des gardes du corps du roi Louis XV avec le grade de sous-lieutenant. En 1781, il est promu au grade de capitaine de dragons, l'année suivante il devient aide de camp du lieutenant général de Schomberg, inspecteur général de la cavalerie.

### Assemblée législative
Adepte des idées des Lumières, il quitte l'armée au début de la Révolution. Il est élu administrateur du département de la Corrèze en 1790, puis député de ce département à l'Assemblée législative le 3 septembre 1791 avec 206 voix sur 361 votants, où il siège dans la majorité. Le 5 avril 1792, il y présente un rapport sur les finances, et propose un plan d'emprunt national dont le but est de réduire la masse des assignats en circulation à 12 millions, afin de forcer les acquéreurs de biens nationaux à payer les dernières années en valeurs métalliques,.

### Guerre des Pyrénées

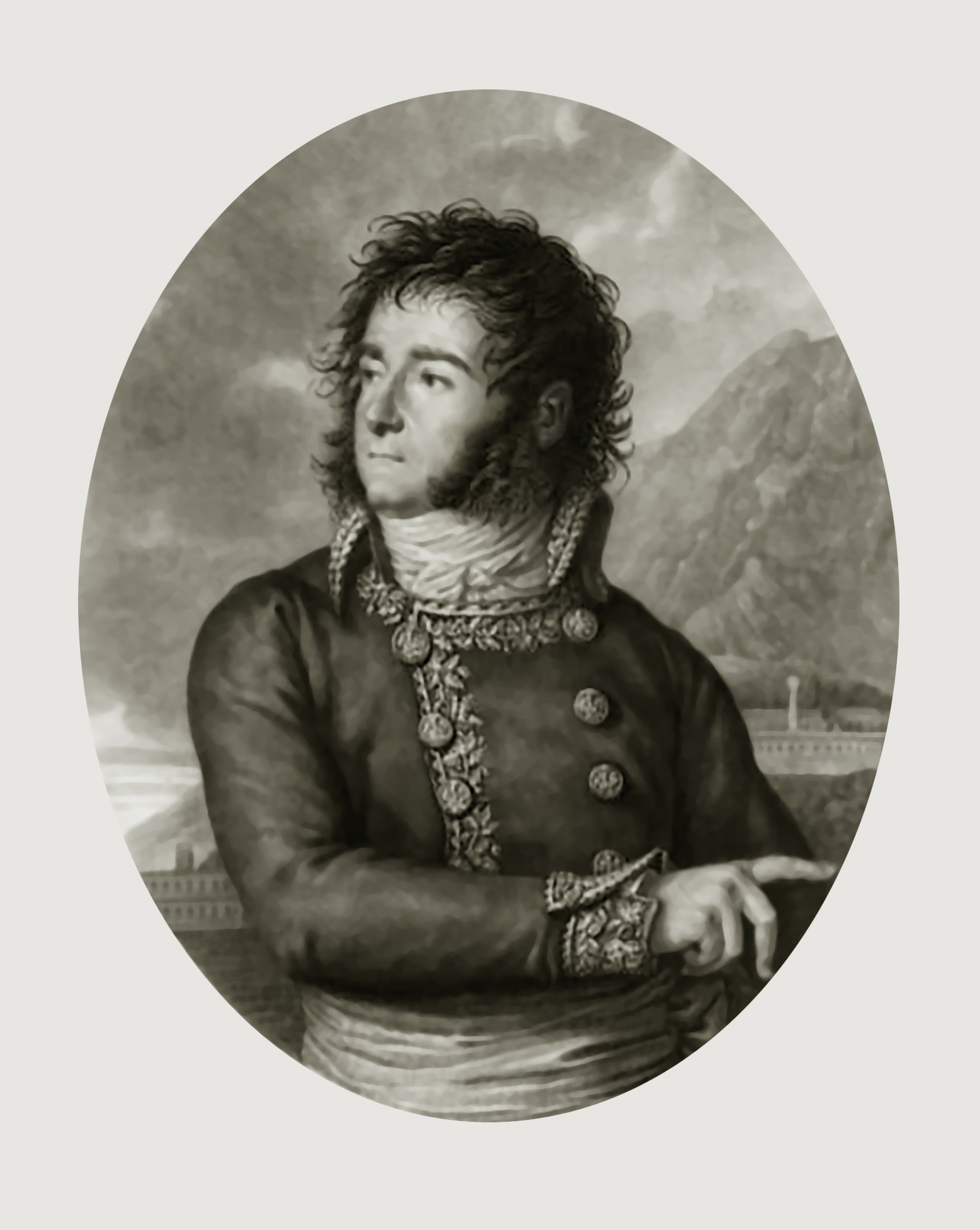
Le général Jean-Antoine Marbot.

Réintégrant l'armée avec le grade de capitaine des chasseurs des montagnes pendant la guerre des Pyrénées, il est promu général de brigade le 30 août 1793. Il combat d'abord avec l'armée des Pyrénées orientales, sous les ordres du général Dagobert de Fontenille et se distingue lors de la prise de la Cerdagne espagnole. Il rejoint ensuite l'armée des Pyrénées occidentales, où il est élevé au rang de général de division et fait les campagnes de 1794 et 1795. Il se signale plus particulièrement le 12 août 1794 à l'attaque de Sainte-Engrâce et Olloqui, le 4 septembre à l'affaire de Lescun, les 24 et 25 novembre à celle d'Orthez, et le 12 mai 1796 à l'attaque du camp entre Glossua et Elgoibar, où il fait de nombreux prisonniers. Destitué par les représentants en mission le 9 juin 1795, il est réintégré le 13 juin de la même année, à titre définitif,.

### Conseil des Anciens
Le 15 octobre 1795 il est élu député de la Corrèze avec 121 voix sur 236 votants au Conseil des Anciens. Il se prononce contre la faction de Clichy, à laquelle il reproche de conspirer contre la République et approuve le coup d'État du 18 fructidor (4 septembre 1797), mené par les généraux Bonaparte et Augereau. Il est élu président du Conseil des Anciens, le 6 septembre 1797. Le 11 janvier 1798, il fait adopter une proposition visant à organiser des moyens de répression contre les émigrés du comtat d’Avignon, qui avaient allumé la guerre civile dans le midi. Réélu président du Conseil le 19 juin 1798, il prononce le discours commémoratif du 14 juillet, et fait arrêter que tous les ans, au 18 fructidor, le président du conseil ait à prononcer un discours sur les événements de cette journée. Le 18 avril 1799 il vote pour le projet de loi relatif à la levée de deux cent mille hommes pour l'armée, s’opposant contre le système adopté par François de Neufchâteau, ministre de l'Intérieur, et demande que l'assemblée prenne des mesures contre les puissances coalisées.

### Gouverneur militaire de Paris
Il est nommé gouverneur militaire de Paris par le général Bernadotte, ministre de la Guerre, le 5 juillet 1799, remplaçant le général Joubert au commandement de la 17e division militaire, stationnée à Paris. Au retour du général Bonaparte de la campagne d'Égypte, il se range dans le parti de l'opposition. Il se montre défavorable au renversement du gouvernement du Directoire et à son remplacement par le Consulat. Les auteurs du coup d'État, menés par le directeur Emmanuel Sieyès, puis rejoints par le général Bonaparte, savent que le soutien des forces armées stationnées à Paris est indispensable pour accomplir leur opération. Connaissant l’attachement du gouverneur actuel aux idées républicaines, ils lui offrent une nouvelle position de commandement à l'armée d’Italie, qu'il finit par accepter. Après sa démission, le général Lefebvre, s'étant montré favorable à la mise en place du nouveau régime, est nommé gouverneur militaire de Paris,.

### Campagne d'Italie

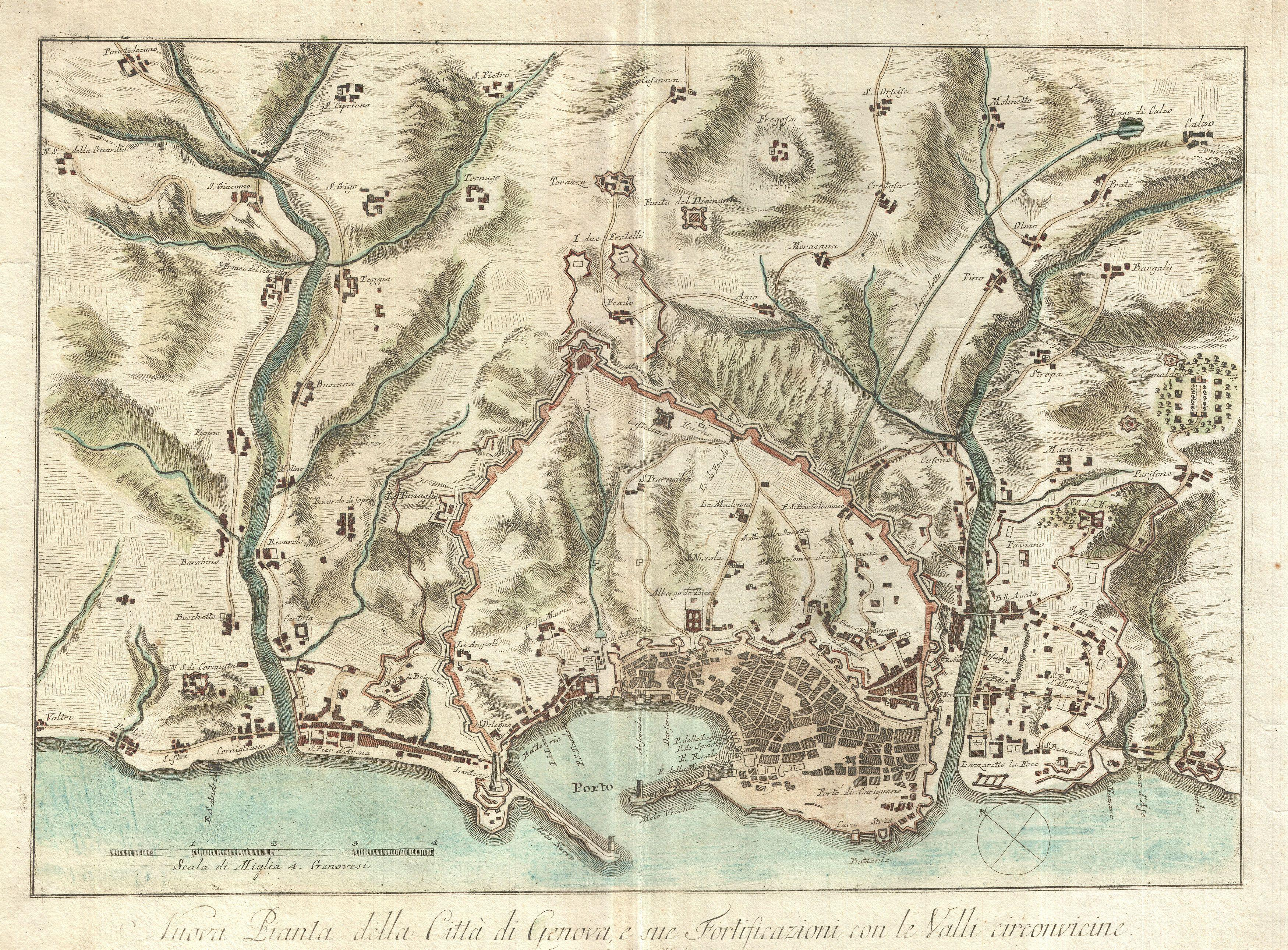
Plan des fortifications de Gênes en 1800.

Peu avant le coup d'État du 18 brumaire (9 novembre 1799), il est envoyé en tant que général de division à l'armée d'Italie, qui est alors sous les ordres du général Championnet. À la mort de celui-ci, étant le plus ancien dans son grade, il prend provisoirement le commandement de l'armée d’Italie jusqu'à l'arrivée du général Masséna. Il commande en Ligurie une des divisions de l’armée, stationnée à Savone. Les hauteurs de la ville sont l'enjeu de plusieurs combats, en particulier les 6 et 13 avril 1800, les troupes autrichiennes cherchant à se frayer un chemin pour assiéger Gênes. Il tombe bientôt malade et doit être transporté à Gênes pour y être hospitalisé. Il meurt le 19 avril 1800, lors du siège de Gênes, des suites de ses blessures et du typhus. Son fils cadet, le sous-lieutenant (et futur général) Jean-Baptiste Antoine Marcelin, dit Marcellin Marbot, prend également part au siège et décrit la douloureuse mort de son père dans ses célèbres Mémoires.

## Famille

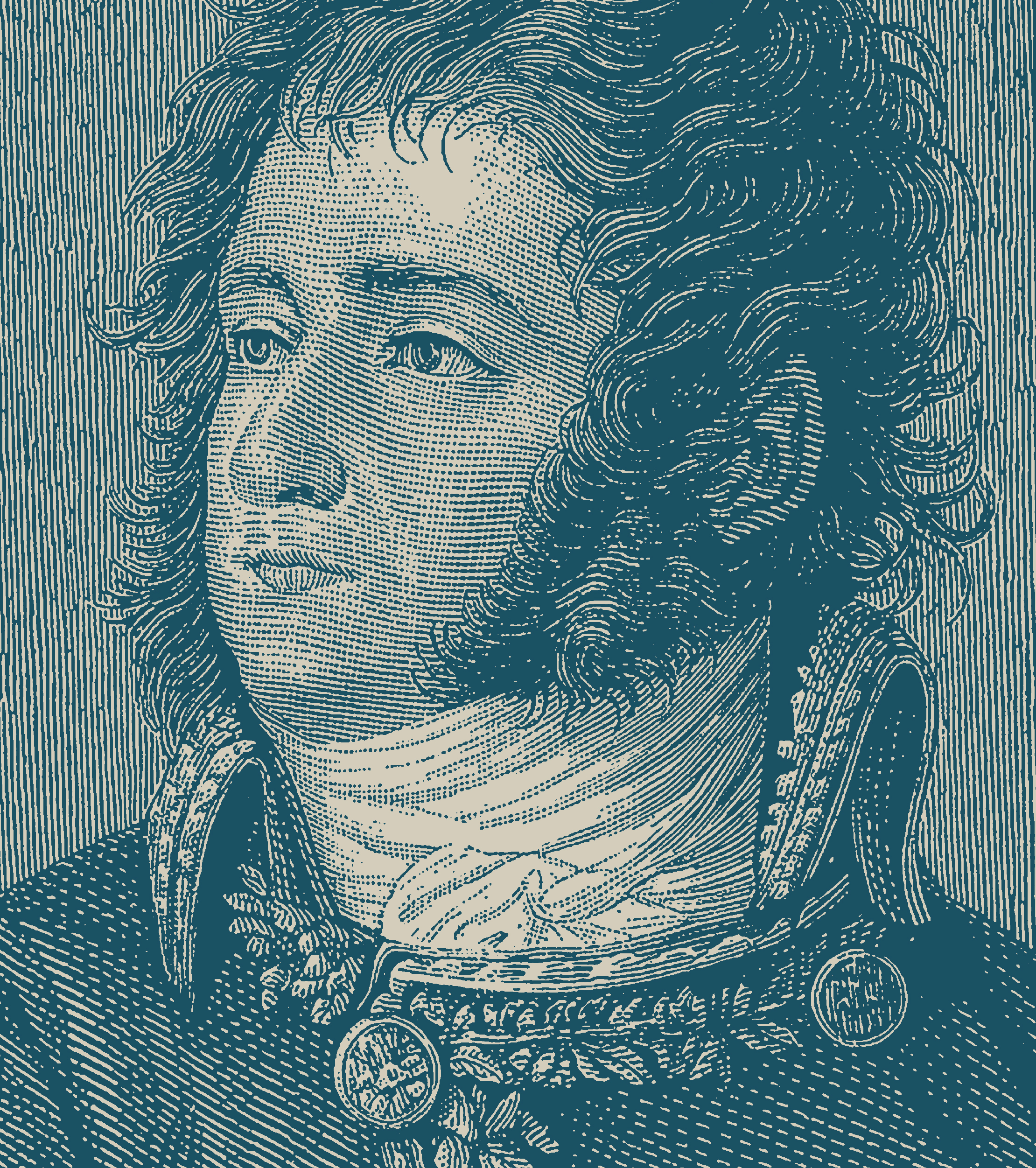
Le général Jean-Antoine Marbot.

Le 3 octobre 1776 il épouse Marie-Louise Certain du Puy (1756-1826). Quatre fils sont nés de leur union :
- Antoine Adolphe Marcelin, dit Adolphe (1781-1844) : Maréchal de camp (général de brigade) sous la monarchie de Juillet
- Jean-Baptiste Antoine Marcelin, dit Marcellin (1782-1854) : Lieutenant général (général de division) sous la monarchie de Juillet, célèbre pour ses Mémoires illustrant l'épopée napoléonienne
- Jean François Théodore Xavier, dit Théodore (1785-1803) : frappé d'hydrocution après s'être baigné dans la Seine, lors d'un séjour estival au lycée Michelet de Vanves (à l'époque une dépendance du Prytanée français, dont il est pensionnaire), il meurt peu après à l'âge de dix-huit ans[10].
- Jean Jacques Édouard Félix, dit Félix (1787-1805) : mort à l'École spéciale impériale militaire de Fontainebleau d'une crise de septicémie à la suite d'un duel.

Sa femme est parente avec François Certain de Canrobert, maréchal de France sous le Second Empire.

## Hommage

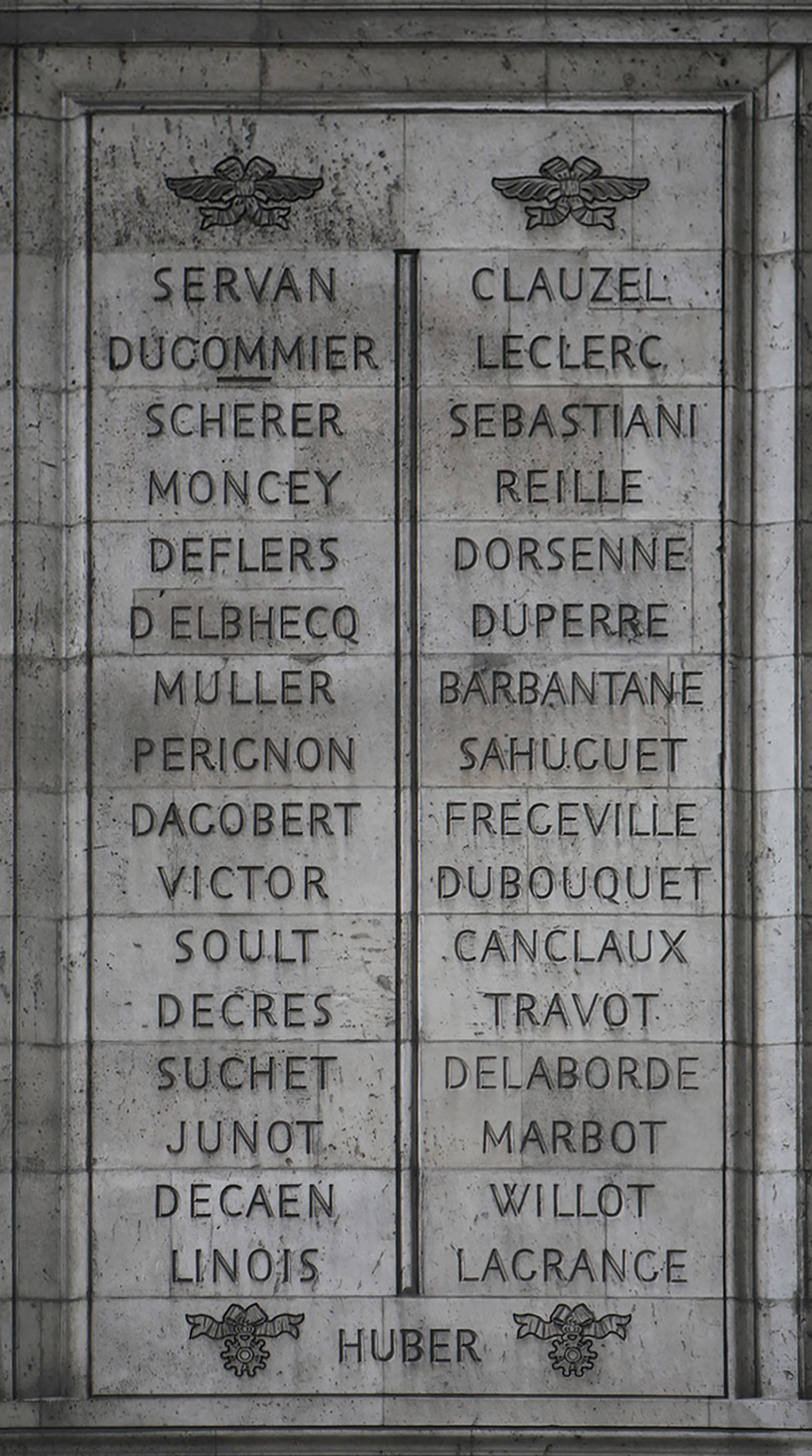
Le nom du général Jean-Antoine Marbot gravé sur l'Arc de Triomphe à Paris.

Le général Jean-Antoine Marbot fait partie des 660 personnalités auxquelles l'empereur Napoléon Bonaparte a rendu hommage pour avoir combattu pour la France lors des guerres napoléoniennes. Son nom est gravé sur le pilier ouest, 34e colonne de l'Arc de Triomphe de l'Étoile à Paris.